# 卡緬斯克 (波蘭)
51°13′N 19°30′E / 51.217°N 19.500°E
卡緬斯克（波蘭語：Kamieńsk）是波蘭的城鎮，位於該國中部，距離首府羅茲約60公里，由羅茲省負責管轄，面積11.99平方公里，2006年人口2,858。第二次世界大戰期間，納粹德國在1939年9月2日至1945年1月17日期間佔領該鎮。

## 外部連結
- Official town webpage （页面存档备份，存于）
- JewishGen ShtetLinks